# Au bonheur des ogres (film)
Pour le roman, voir Au bonheur des ogres.
Pour plus de détails, voir Fiche technique et Distribution.
Au bonheur des ogres est un film français réalisé par Nicolas Bary, sorti en 2013.
Le film est une adaptation du roman homonyme de Daniel Pennac.

## Synopsis
Benjamin Malaussène (Raphaël Personnaz), bouc émissaire professionnel, travaille au Bonheur Parisien, un grand magasin très connu. Un jour, d'étranges événements surviennent partout où il passe, attirant les soupçons de la police et de ses collègues.
Plus tard, il rencontre « tante Julia » (Bérénice Bejo), une journaliste ; ils vont commencer à résoudre les mystères tous les deux.

## Fiche technique
- Titre original : Au bonheur des ogres
- Titre international : The Scapegoat
- Réalisation : Nicolas Bary
- Scénario : Jérôme Fansten, Serge Frydman et Nicolas Bary (d'après le roman homonyme Daniel Pennac)
- Direction artistique : Benoît Bechet et Jean-Luc Roselier
- Chef décoratrice : Bettina von den Steinen
- Décors : Sébastien Monteux-Halleur
- Costumes : Agnès Beziers et Sandrine Bernard
- Montage : Véronique Lange
- Musique : Rolfe Kent
- Supervision musicale : My Melody[1] (Rébecca Delanet et Astrid Gomez-Montoya)
- Son : Arnaud Julien
- Bruitage : Jonathan Liebling
- Casting : Katja Wolf
- Photographie : Patrick Duroux
- Effets visuels : BUF Compagnie
- Effets spéciaux : Georges Démétrau
- Cascades : Philippe Guégan, Pascal Guégan et Sean Guégan
- Producteurs : Dimitri Rassam et Jérôme Seydoux
- Coproducteurs : Adrian Politowski, Gilles Waterkeyn, Romain Le Grand, Christel Henon, Sylvain Goldberg, Florian Genetet-Morel, Lilian Eche, Serge de Poucques et Jonathan Blumenthal
- Sociétés de production : Chapter 2, Pathé, France 2 Cinéma, Bidibul Productions, uMedia, Nexus Factory et Montauk Films
- Assistante de production : Charlotte Corrigan
- Soutiens à la production : Cofinova 9 et 23, Canal+, Ciné+, France Télévisions, uFilm et uFund
- Sociétés de distribution : Pathé Distribution (France et Suisse), uMedia (Belgique)
- Box-office France : 158 674 entrées[2]
- Box-office Europe : 221 016 entrées[3]
- Budget : 13.07 M€
- Pays de production :  France et  Belgique
- Langue : français
- Durée : 92 minutes
- Format : couleur - 2,35:1 - Arri Alexa - Digital Cinema Package - Digital intermediate (en)
- Son : Dolby numérique
- Genre : comédie dramatique
- Dates de sortie :
  - France, Belgique, Suisse romande : 16 octobre 2013
  - Québec : 21 février 2014

## Distribution

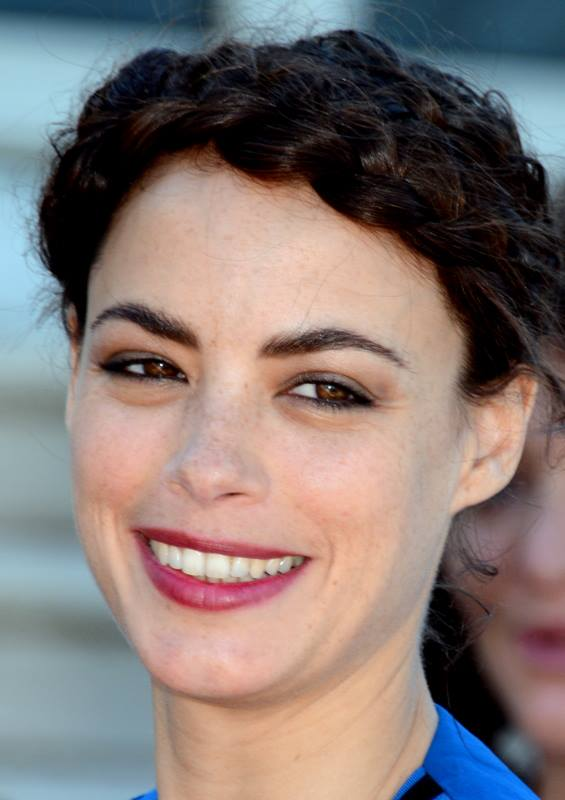
L'actrice principale Bérénice Bejo en 2013.

- Raphaël Personnaz : Benjamin Malaussène, le technicien bouc émissaire
- Bérénice Bejo : « tante Julia », la journaliste qui enquête
- Emir Kusturica : Stojil, le veilleur de nuit du magasin
- Mélanie Bernier : Louna Malaussène, la sœur de Benjamin
- Guillaume de Tonquédec : Sainclair, le directeur du magasin
- Thierry Neuvic : inspecteur Caregga
- Marie-Christine Adam : Miss Hamilton, la locutrice du magasin
- Armande Boulanger : Thérèse Malaussène, la jeune cartomancière
- Adrien Ferran : Jérémy Malaussène
- Mathis Bour : Le Petit Malaussène
- Dean Constantin : Cazeneuve (sous le nom de "Dean Constantin Gaigani")
- Marius Yelolo : le divisionnaire Coudrier
- Bruno Paviot : Lehman
- Alice Pol : la pédopsychiatre
- Youssef Hajdi : Amar
- Joël Demarty : Constantin
- Jean-Louis Barcelona : le petit pompier
- Isabelle de Hertogh : la cliente mécontente
- Ludovic Berthillot : M. muscle
- Gil Alma : le vétérinaire
- Pierre Bénézit : le prêtre
- Maxime Motte : l'adjudant de Carrega
- Ann Confort : la vieille dame
- Germain Wagner : le directeur artistique
- Marc Olinger : le père de Sainclair
- Franck Sasonoff ; l'adjoint de Coudrier
- Thibault De Lussy : le chauffeur de taxi
- Esther Baralle : la cliente
- Régis Romele : le commerçant du marché
- Florian Goutiéras : Jean-Daniel, le copain de Jérémy
- Benjamin Michaluk : Romaric, le copain de Jérémy
- Anastasia Perucci : l'employée roller
- Axel Keravec : l'enfant flash-back
- Louis Wagner : l'enfant à la voiture télécommandée
- Julia Piaton : la journaliste TV
- Jérémy Bardeau : le passager du métro
- François Laurent : le serrurier
- Max Morel : le vieil homme de la laverie
- Sophie-Charlotte Husson : la mère d'Arthur
- William Bauche : Arthur
- Jean-Lou Chaffre : le Père Noël
- Adrien Curt : Sainclair enfant
- Johanna Landau : la secrétaire de Tante Julia
- Alain Holtgen : le technicien de police
- Gilles Soeder : le vigile
- Marie-Béatrice Dardenne : la voleuse de pull
- Isabelle Huppert : La Reine Zabo, l'éditrice (Isabelle) (caméo)
- Anastasia Pierucci : La vendeuse
- Melina Huberty : Rollergirl (non créditée)

## Autour du film
- Le film a été tourné dans les locaux désaffectés de l'ancien grand magasin parisien La Samaritaine afin de figurer celui du film.
- Au bonheur des ogres est l'adaptation du roman homonyme, écrit par Daniel Pennac et publié en 1985, qui est le premier tome de la saga de la famille Malaussène.
- L'actrice Isabelle Huppert y fait une apparition, dans le rôle de la Reine Zabo[4].